# 尼ヶ嵜清吉
尼ヶ嵜 清吉（あまがさき せいきち、1871年12月14日〈明治4年11月13日〉 - 1947年〈昭和22年〉3月4日）は、現在の大阪府大阪市西淀川区出身で高砂部屋に所属した力士。本名は半田 清吉。10代振分、12代間垣。170cm、79kg。最高位は西小結。

## 経歴
大阪府下西成郡福村（現在の大阪市西淀川区）の鮮魚商の家に生まれる。宮相撲で活躍し、宮相撲仲間の兄が尼崎に居住していて入門時に世話となったため尼ヶ崎と名乗る。
1896年1月初土俵（序ノ口）、この時24歳と晩成であった。相撲名人と呼ばれた逆鉾与治郎から押し相撲の極意を教わり開花。好成績を続け1899年5月新十両、1900年1月新入幕。大砲万右エ門と2度の引分を演じ、1908年1月に36歳の高齢で小結昇進。1912年1月引退し、10代振分を襲名。のち12代間垣に変更。長年協会に在籍したが役職には就けず、1947年75歳で死去。

## 成績
- 幕内22場所72勝73敗55休20分預
- 通算25場所79勝75敗55休21分預

## 改名
改名歴なし